# Psiloderces coronatus
Psiloderces coronatus is een spinnensoort uit de familie Psilodercidae. De soort komt voor in Java.